# Osteocondrite dissecante
L'osteocondrite dissecante (OCD o OD) è un disturbo dell'apparato scheletrico, che prevede la formazione di necrosi, di lesioni e vere e proprie crepe nella cartilagine articolare (osteocondrosi), con infiammazione.
Solitamente questo tipo di disturbo si manifesta con dolore e gonfiore dell'articolazione interessata, che compie scatti e si blocca spesso durante il movimento. Un esame più approfondito spesso rivela un versamento più o meno grave, incapacità di fare resistenza con gli arti collegati all'articolazione e il classico "scrocchiare" di quest'ultima.
OCD è causata dalla scarsa irrorazione di sangue dell'osso subcondrale. Questa carenza di sangue causa la morte precoce dell'estremità ossea, in un processo detto osteonecrosi. L'osso è dunque riassorbito dai tessuti circostanti, lasciando la cartilagine dell'articolazione che supportava priva di protezione alcuna, esposta a facili lesioni. Il risultato è la frammentazione (dissezione) sia della cartilagine che dell'osso stesso. Il libero movimento di questi due, infine, non fa che estendere il già ingente danno, causando ulteriore dolore. OCD può essere di difficile diagnosi poiché questi sintomi sono comuni a molti altri disturbi delle articolazioni. Nonostante ciò, è possibile ricorrere a un esame ai raggi X, tomografia computerizzata (CT) o anche risonanza magnetica (MRI).

## Epidemiologia
Si manifesta principalmente nell'età adolescenziale anche se spesso risulta inizialmente asintomatica; solo in seguito, in età adulta, si hanno le prime manifestazioni.

## Eziologia
L'esatta causa è ancora sconosciuta, anche se è comprovato che possa avere un'origine traumatica su soggetti predisposti forse anche geneticamente.

## Clinica
Fra i sintomi e i segni clinici si mostra dolore che varia a seconda dell'attività della persona coinvolta, rigidità articolare, frammentazione della cartilagine, osteonecrosi (da osteocondrosi), in seguito osteoartrosi, artriti infiammatorie transitorie, discopatie degenerative, blocco dell'articolazione in casi gravi.

### Suddivisione
Come la semplice osteocondrite localizzata, l'osteocondrite dissecante si presenta in più zone diverse dello scheletro, ma spesso anche contemporaneamente, prendendo nomi diversi a seconda dell'osso colpito:

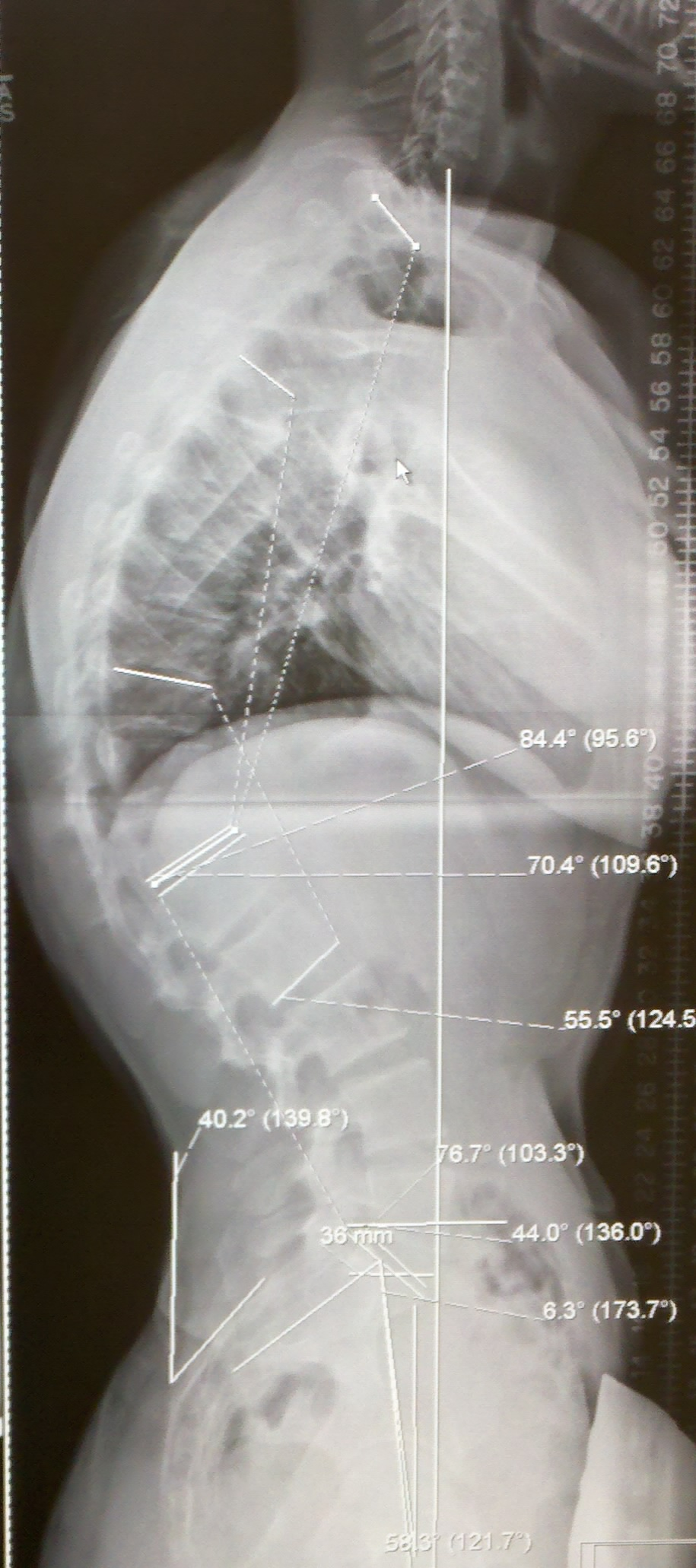
Radiografia effettuata su un giovane di 20 anni affetto dalla sindrome di Scheuermann (osteocondrosi vertebrale)

- Vertebre dorsali centrali e colonna vertebrale: sindrome di Scheuermann (osteocondrite con iper-cifosi e iperlordosi)
- Vertrebre cervicali: osteocondrosi cervicale
- Testa femorale: malattia di Legg-Calvé-Perthes
- Apofisi tibiale anteriore: sindrome di Osgood-Schlatter
- Polo inferiore della rotula all'inserzione del tendine rotuleo: malattia di Sinding-Larsen-Johansson
- Scafoide tarsale: sindrome di Kohler I
- Testa del II-III metatarsale: Sindrome di Köhler-Freiberg
- Apofisi posteriore del calcagno: sindrome di Sever-Blanke-Haglund
- Osso semilunare: sindrome di Kienböck
- Epifisi prossimale tibia: sindrome di Blount
- Osteocondrite dissecante del ginocchio: malattia di Konig
- Base del V Metatarso: malattia di Iselin
- Calcagno: malattia di Sever
- Articolazione temporo-mandibolare: osteocondrite in corso disordine craniomandibolare

## Diagnosi
Per una corretta diagnosi oltre all'esame obiettivo si può utilizzare il test di Wilson.

## Trattamento
Il trattamento è di tipo chirurgico e vi sono diverse possibilità di intervento:
- Rimozione corpi mobili presenti
- Perforazione della lesione, con conseguente sostituzione fibrocartilaginea
- Inserimento di innesti specifici sostitutivi o direttamente il trapianto della parte danneggiata

In alternativa vi è il trattamento conservativo.

### Prognosi
Per quanto riguarda la prognosi vi sono due aspetti che la modificano, il primo è costituito dall'età anagrafica della persona (più è giovane e più le abilità di recupero sono maggiori, anticipando il distacco della cartilagine), il secondo dall'entità della lesione solitamente se esse sono inferiori ad 1 cm la prognosi è favorevole, quelle da 1 a 2 cm meno favorevole e per quelle ancora più estese l'intervento chirurgico si rende necessario.